# Instant kávé

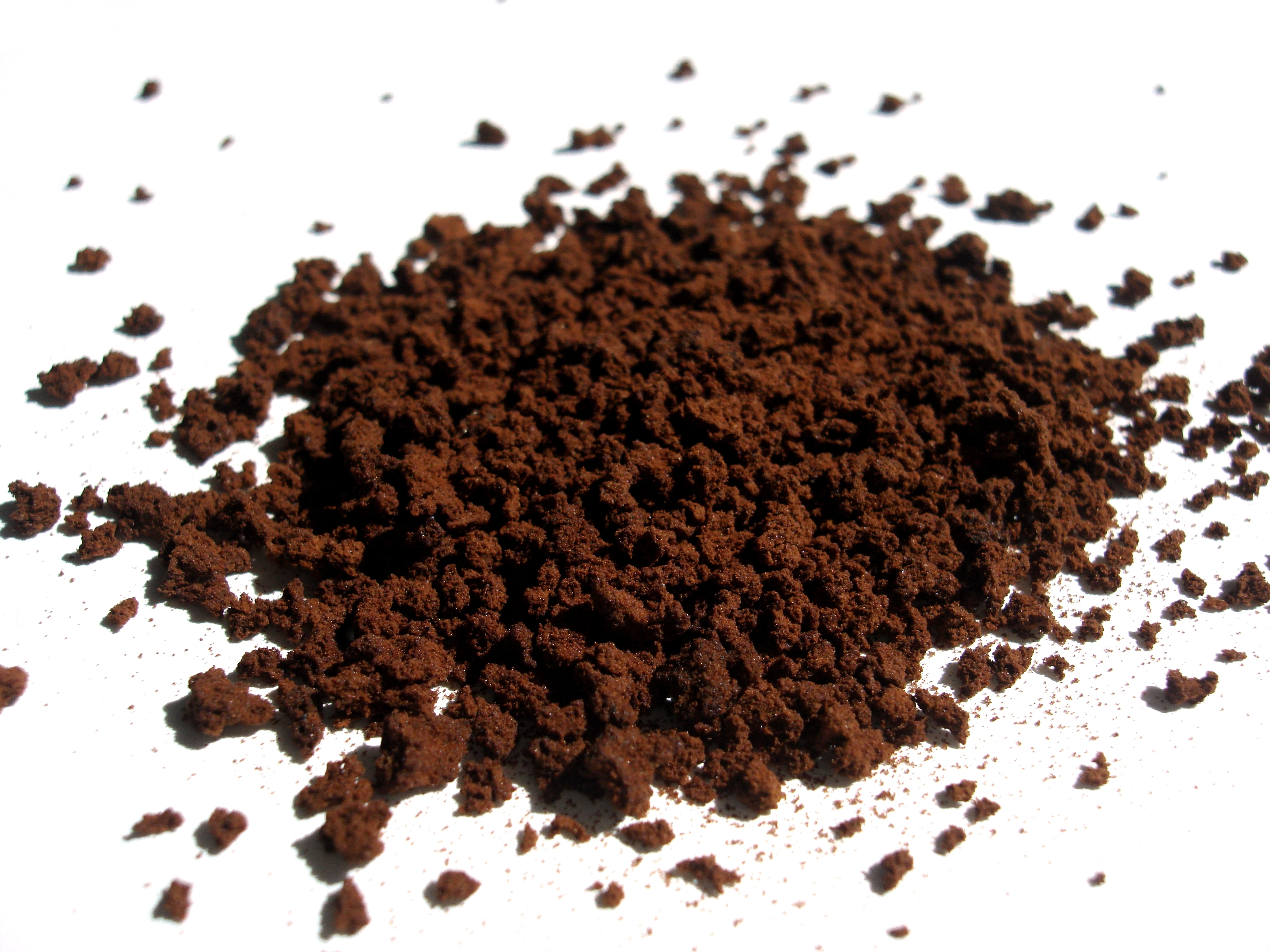
Instant kávé

Az instant kávé vagy azonnal oldódó kávé olyan kávémagokból készült granulátum vagy por, amiből csupán víz (valamint a típustól valamint ízléstől függően cukor és krémesítő anyag) hozzáadásával, főzés nélkül kávé ital készíthető.

## Feldolgozás
Az instant kávé gyártása során a kávészemeket először megpörkölik, majd megőrlik. Ez megfelel annak az állapotnak, mint amit őrölt-pörkölt kávéként hoznak forgalomba. Az őrlés során felszabaduló aromákat megkötik, majd később újra hozzáadják az instant kávéhoz.
Ezután a kávét 100 °C hőmérsékleten vízben megfőzik. Ahhoz, hogy a kávéitaltól eljussunk a száraz granulátumos formáig, kétféle technológiát alkalmaznak.
- Az instant kávék többségénél a vizet porlasztva szárítással távolítják el az italból, forró levegővel párologtatva el a nedvességet.
- A magasabb minőségű termékeknél a liofilezést, avagy fagyasztva szárítás eljárását használják, amely során az italt lefagyasztják, majd vákuum alá helyezik. A vákuum hatására a víz elszublimál.

## Fajták

### Klasszikus és prémium
A klasszikus és prémium kategóriájú instant kávékat főként szárítási technológiájuk különbözteti meg. A prémium kategóriájú instant kávéhoz a fagyasztva szárításos technológiát használják, míg a klasszikus instant kávéhoz a porlasztva szárítást.
A prémium instant kávék általában robuszta és arabica kávészemek keveréke, melyben az arabica kávé aránya magasabb.

### 3in1
A három az egyben (3in1) instant kávék a kávé mellett cukrot és kávékrémezőt is tartalmaznak, így a fogyasztásra kész ital elkészítéséhez a forró vízen kívül semmi másra nincs szükség.